# 170e régiment d'infanterie (France)
Le 170e régiment d'infanterie (170e RI) est un régiment d'infanterie de l'Armée de terre française créé sous la Révolution à partir de la 170e demi-brigade de première formation.

## Création et différentes dénominations
- Le 22 juillet 1794 est créée à l'armée du Rhin la 170e demi-brigade formée de 3 bataillons. Le premier de Chaumont (Haute-Marne), Le deuxième du 93e régiment d'infanterie de ligne (ci-devant Enghien) et le troisième du 10e bataillon du Jura.
- Le 15 avril 1913 : création du 170e régiment d'infanterie avec les 4e bataillons des 21e, 44e, 60e, et 149e RI.
- En 1914 : À la mobilisation, il met sur pied son régiment de réserve, le 370e régiment d'infanterie.
- Le régiment est dissous le 6 août 1940 à Limoges.
- Le 1er juillet 1964 le 170e est recréé à Épinal par simple substitution d'appellation du 7e régiment de tirailleurs algériens rentré au complet d'Algérie en 1962.
- Le 1er mai 1994 il devient le 1er régiment de tirailleurs.

## Chefs de corps
- 1913 : colonel Pichoud
- 22 janvier 1915 - 18 septembre 1915 : lieutenant-colonel Naulin **
- 1915-1916 : colonel Bertrand
- 1916 : lieutenant colonel Lavigne-Delville**
- 1916 : lieutenant colonel Beaudenom de Lamaze
- 1917 : colonel Tisserand
- 1918 : lieutenant colonel Charlet
- 1933-1935 : colonel Lanquetot*
- 1939 : colonel Raoul Blasselle*.
- 1964-1965 : colonel de Lardemelle
- 1965-1967 : colonel Portail*
- 1967-1969 : colonel Deabriges
- 1969-1971 : colonel de Chatillon
- 1971-1973 : lieutenant colonel Bart
- 1973-1975 : colonel Monnier
- 1975-1977 : colonel Amblard
- 1977-1979 : colonel Danigo
- 1979-1981 : colonel Paulin
- 1981-1983 : colonel Momon
- 1983-1985 : colonel Mougenot
- 1985-1987 : colonel Bouard
- 1987-1989 : colonel Bodin
- 1989-1991 : colonel Laforcade
- 1991-1993 : colonel Richard
- 1993-1994 : colonel Gendras

(*) Officier qui devint par la suite général de brigade.
(**) Officier qui devint par la suite général de division.

## Historique des garnisons, combats et batailles du170eRI

### Révolution
En 1795 et 1796 la 170e demi-brigade participe aux batailles de l'armée des Alpes et de l'armée d'Italie, puis disparaît à la suite d'une réorganisation de l'Armée.
À la réorganisation de 1796 (18 nivôse an IV) son premier bataillon entre dans la composition de la 26e demi-brigade de seconde formation, son 2e bataillon dans la 69e, et son 3e bataillon dans celle de la 12e demi-brigade.

### Première Guerre mondiale

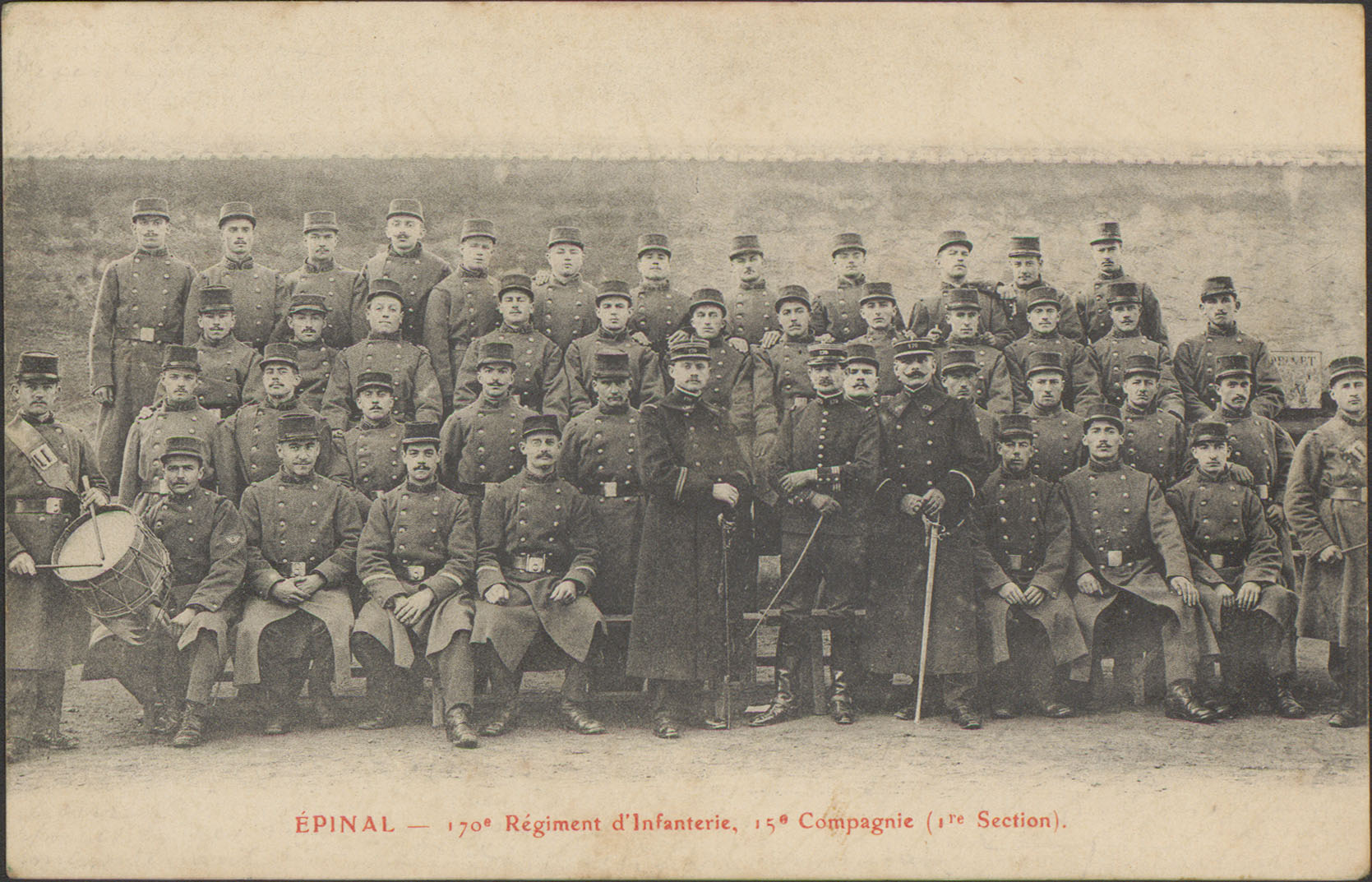
Photographie de la 1re section de la du vers la fin du XIXe siècle.

En 1913 ; Casernement : Épinal
- Affectations:
- Défense de la forteresse d'Epinal
- 48e division d'infanterie de février 1915 à décembre 1916
- 167e division d'infanterie de décembre 1916 à novembre 1918

#### 1914
- Opérations d'Alsace : Mulhouse (13 août)
- Premier engagement le 24 septembre à Merviller (Meurthe-et-Moselle). Le régiment perd le premier de ses 2 816 tués de la Grande guerre
- Repos en Meuse : Couzances-au-Bois - Ménil-aux-Bois (16 octobre au 4 novembre)

#### 1915
- Champagne : Cote 196 (début mars), Le Mesnil-les-Hurlus - Bois Jaune Brûlé (13 mars)
- Meuse : Les Eparges (fin avril-début mai)
- Artois : Notre Dame de Lorette (mai), Angres et Vingré (juin à septembre)
- Champagne : Souain, Somme-Py (28 septembre au 23 novembre)

#### 1916
- Bataille de Verdun : Eix, Douaumont (25 février), Bois de la Caillette, Thiaumont (27 avril)
- Bataille de la Somme : ferme de Monacu (juillet), Cléry-sur-Somme, bois des Berlingots (octobre-novembre)

#### 1917
- Aisne : Loivres, bois de Séchamp

#### 1918
- Offensive de l'Aisne (18-28 juillet) Bessiares, Epau, Bétu, Beuvardes. Champagne : Butte de Souain, Ferme Médéah (août) crête d'Orfeuil (octobre) La Recouvrance (29 octobre)
- Son chef de corps le lieutenant-colonel Charlet est tué à la tête de son régiment en Champagne près de Sommepy le 28 septembre.
- Les grenadiers de la garde prussienne qui l'ont affronté à trois reprises l'ont surnommé le régiment des « Hirondelles de la mort ».
- Le 11 novembre, le régiment repasse l'Aisne et s'en va prendre à Trépail un repos bien gagné. Durant ces quatre années ses pertes en nombre de tués sont de 88 officiers et de 2802 sous-officiers et hommes du rang.

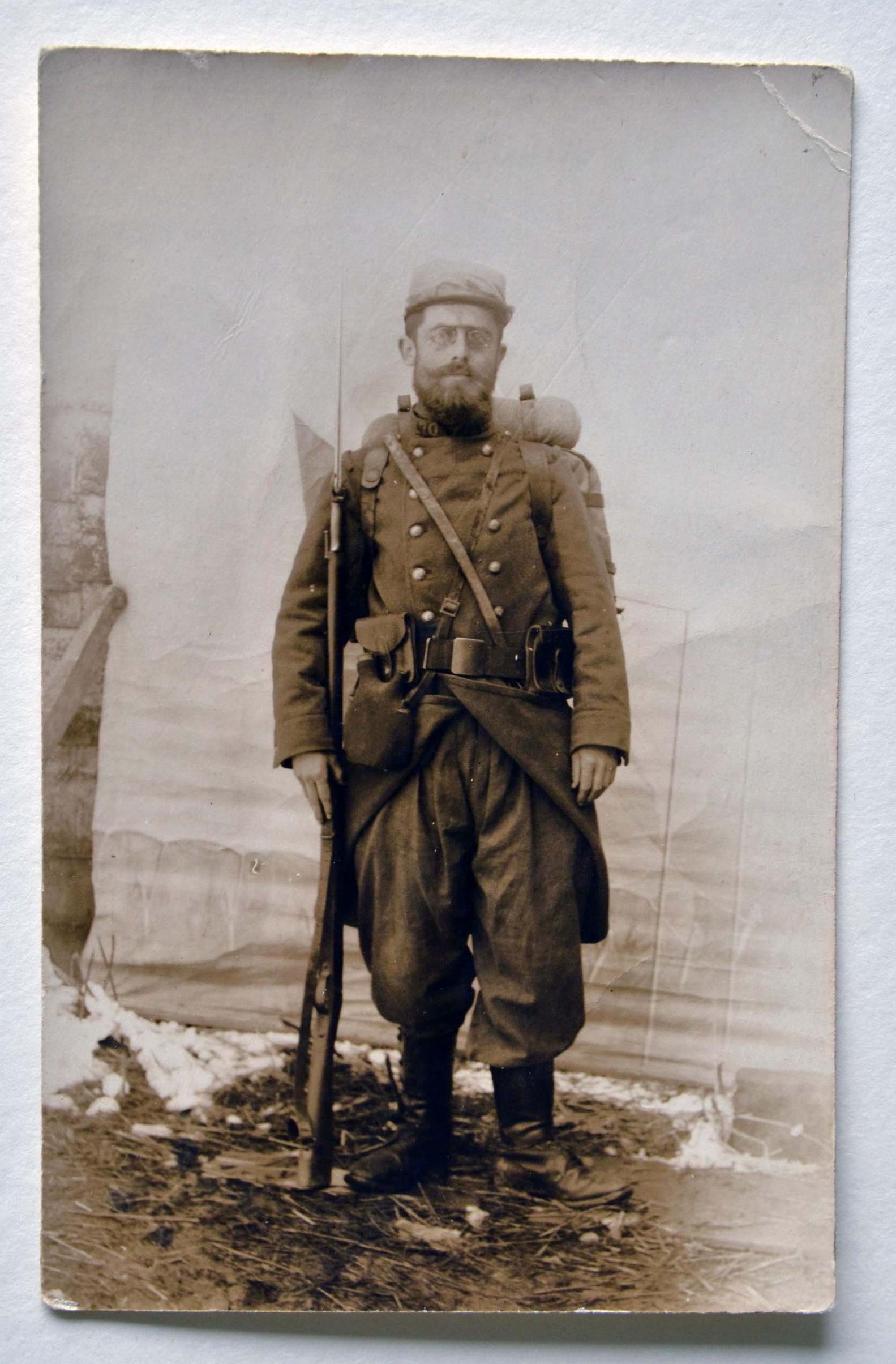
Photographie d'un mobilisé du 170e RI au début de la guerre.
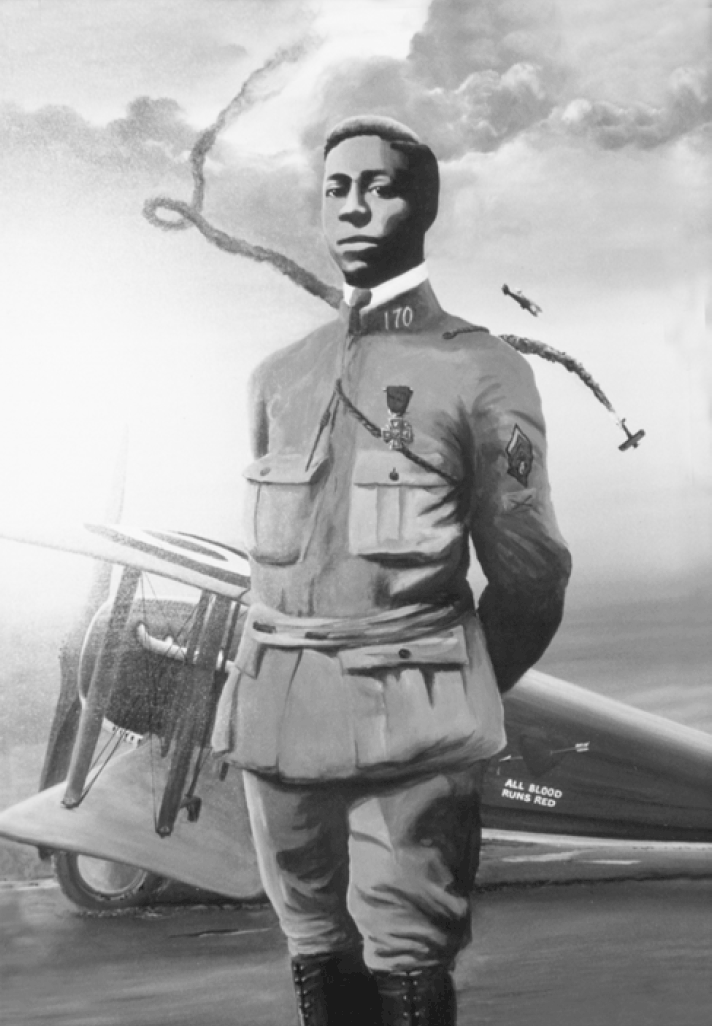
Eugène Bullard posant avec son uniforme du 170e RI, 1918.

### Entre-deux-guerres

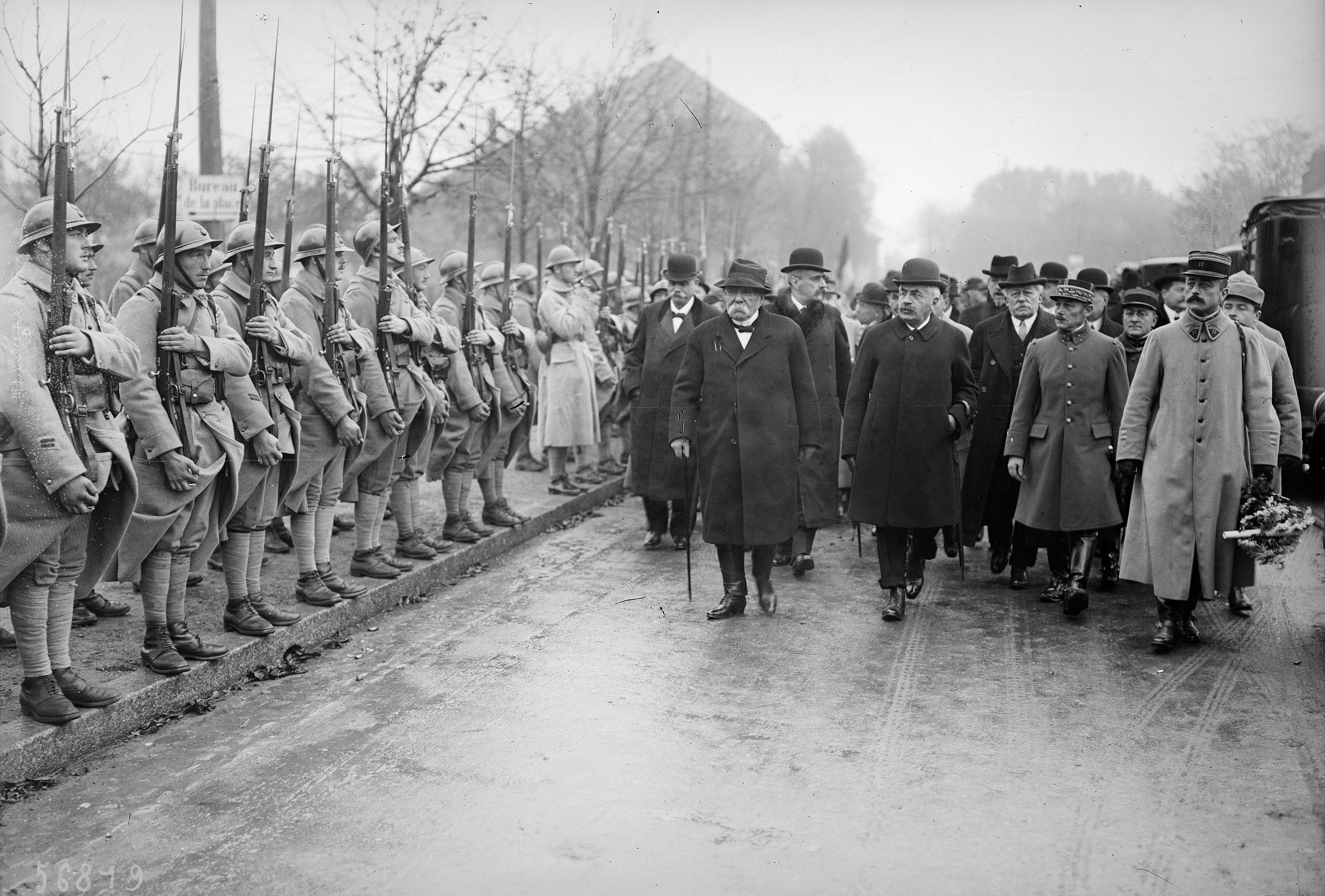
Le passé en revue par Georges Clemenceau et Alexandre Millerand à Kehl en novembre 1919.

Après la guerre de 1914-1918, il tient garnison en Allemagne à Kehl, au titre des troupes d'occupation. En 1930, il retrouve les Vosges et stationne à Épinal - Remiremont et Gérardmer.

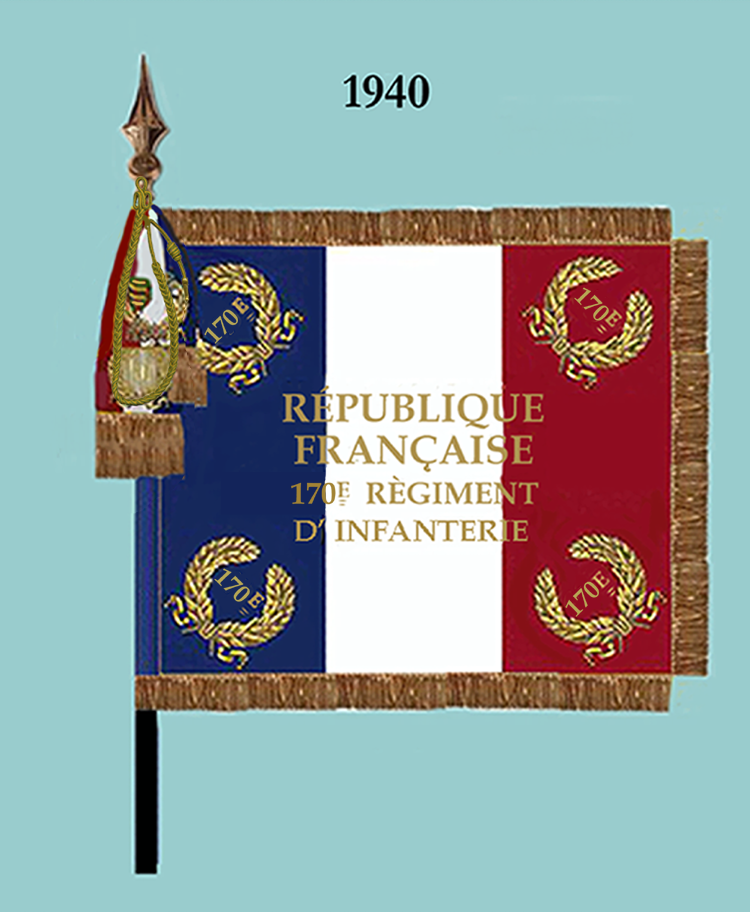
Drapeau modèle 1880 (avers)
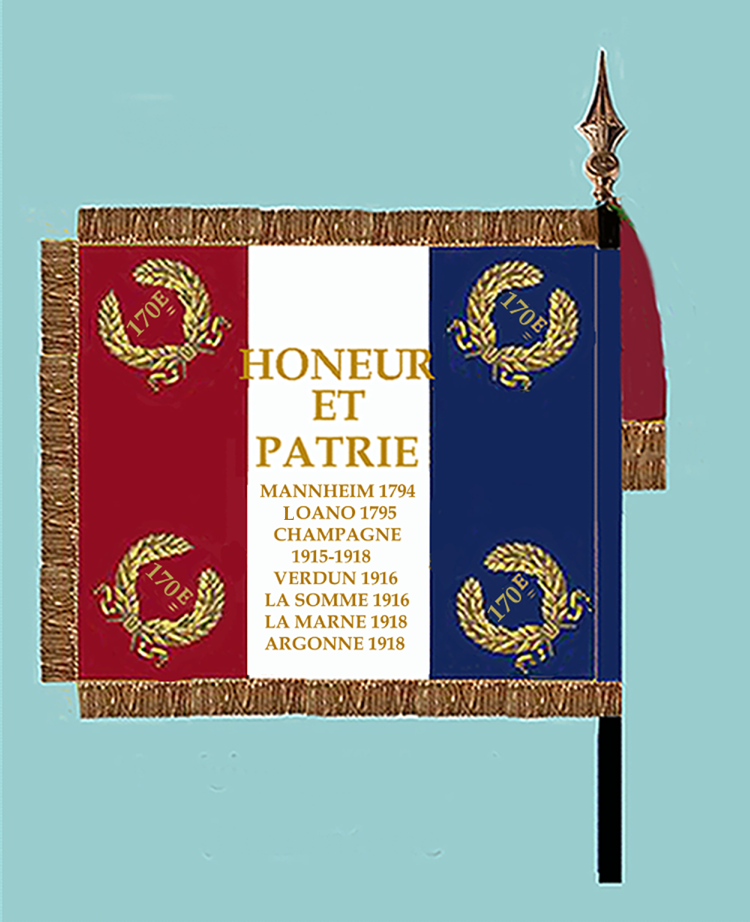
Drapeau modèle de 1880 avec les inscriptions ajoutées dans l'entre-deux-guerres (revers)

### Seconde Guerre mondiale
- 1939 : il appartient à la 11e division d'infanterie. Région Militaire, Centre Mobilisateur d'infanterie ; active RI type NE ; il est mis sur pied par le CMI 205 Remiremont-Épinal.
- À la déclaration de guerre est engagé sur la frontière allemande en bordure de la Sarre et dans le secteur de Forbach, où il combat jusqu'au 16 mai 1940.
- Du 8 au 12 juin, il combat sur l'Aisne notamment à Attichy où l'offensive allemande est stoppée ;
- 9 juin 1940 : bataille de Croutoy.
- Puis au sein de sa division le 170e prend sa retraite jusqu'à Limoges où il est dissous le 6 août 1940.
- Le bilan des combats est très lourd pour le régiment : plus de 1 000 tués, blessés ou portés disparus.

### De 1964 à nos jours
Le 1er juillet 1964 le 170e est recréé à Épinal, par simple substitution d'appellation du 7e régiment de tirailleurs algériens rentré au complet d'Algérie en 1962.
En 1967, le régiment est cantonné à Golbey. La compagnie d'appui stationnée à Rambervillers est équipée de 106 SR sur jeeps, puis en 1968, de missiles antichar filoguidés Entac.
De mars à avril 1967, l'unité est en alerte pour le nettoyage des plages à la suite de la pollution due au Torrey Canyon.
En mai-juin 1968 pour les évènements : le 170e RI quitte Golbey temporairement pour le camp de Frileuse du 5e régiment d'infanterie stationné à Beynes (78) pour une éventuelle intervention dans la capitale (3 compagnies de combat dont la 1re), puis à Fontainebleau pour la 1re compagnie, une compagnie garde la raffinerie de Granpuits en Seine et Marne..
En avril 1993, il constitue le noyau dur du bataillon d'infanterie no 1 de la force de protection des Nations unies pour l'ex-Yougoslavie (FORPRONU, troisième mandat), mis sur pied par la 7e division blindée de Besançon. Au terme de 6 mois de préparation, 250 hommes, armant essentiellement le PC du bataillon, deux compagnies de combat et diverses cellules logistiques et administratives, sont engagés dans des opérations de maintien de la paix pendant 6 mois dans les Krajinas serbes de la Croatie, successivement dans les régions de Gracac et de Glina. Pour cette opération, 170 militaires du rang du contingent s'étaient portés volontaires, permettant la constitution d'une formation à base d'appelés.
Il devient le 1er mai 1994 le 1er régiment de tirailleurs en hommage aux soldats nord-africains et plus particulièrement au 7e RTA.

## Faits d'armes faisant particulièrement honneur au régiment

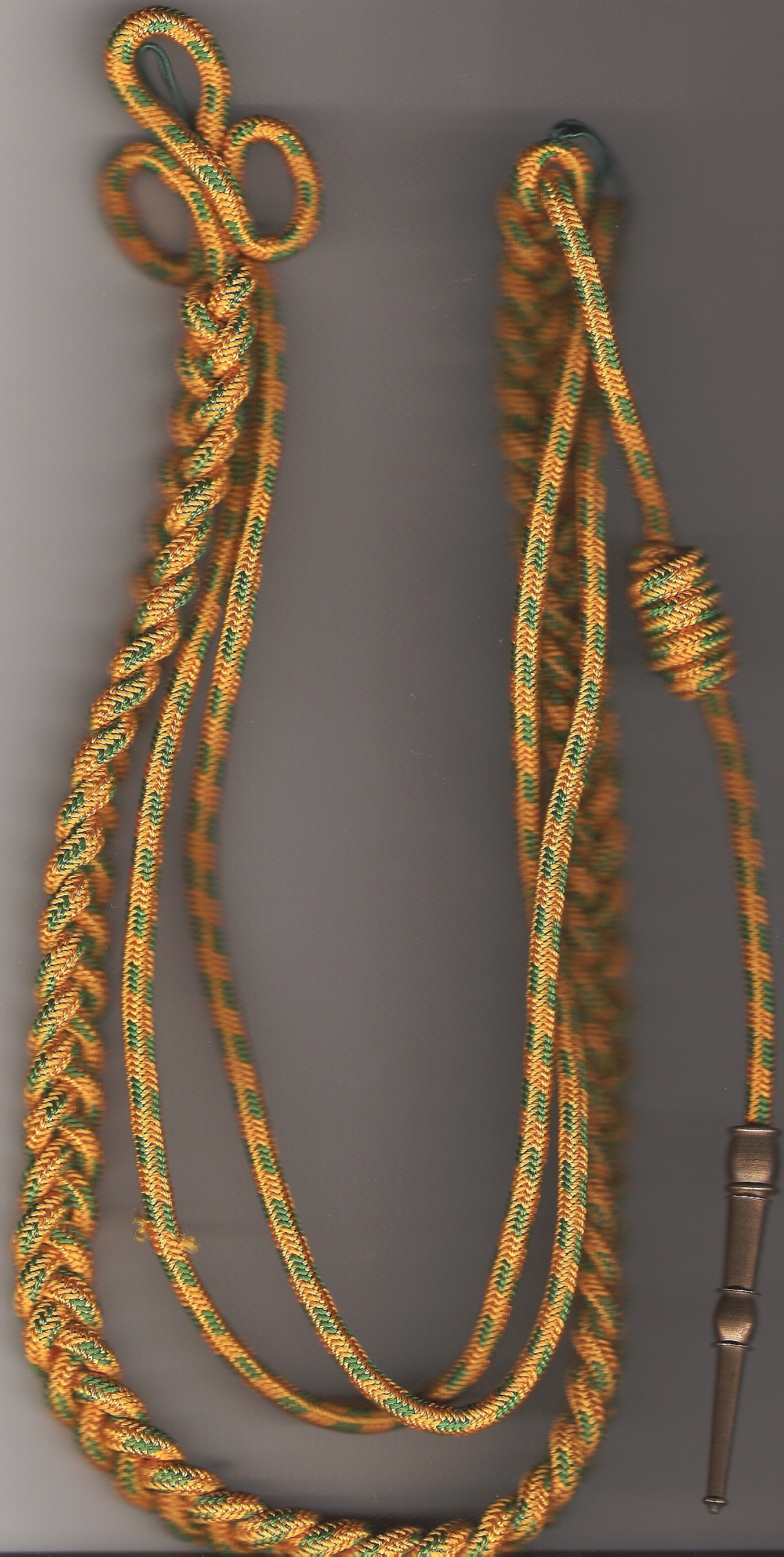
fourragère aux couleurs du ruban de la médaille militaire

Il porte, cousues en lettres d'or dans ses plis, les inscriptions suivantes :
- Mannheim 1794
- Loano 1795
- Champagne 1915-1918
- Verdun 1916
- La Somme 1916
- La Marne 1918
- Argonne 1918

(*) Bataille portée au drapeau du régiment.

## Décorations
Sa cravate est décorée de la Croix de guerre 1914-1918 avec palmes (quatre citations à l'ordre de l'armée).
(le 3e bataillon reçu une citation à l'ordre de l'armée ordre général no 617 de la VIe armée du 8 août 1918)
Puis la fourragère aux couleurs du ruban de la "Médaille militaire" par ordre gènèral no 134 F, du 13 novembre 1918. Elle lui est remise par le général Maistre commandant le groupe d'armées du centre.

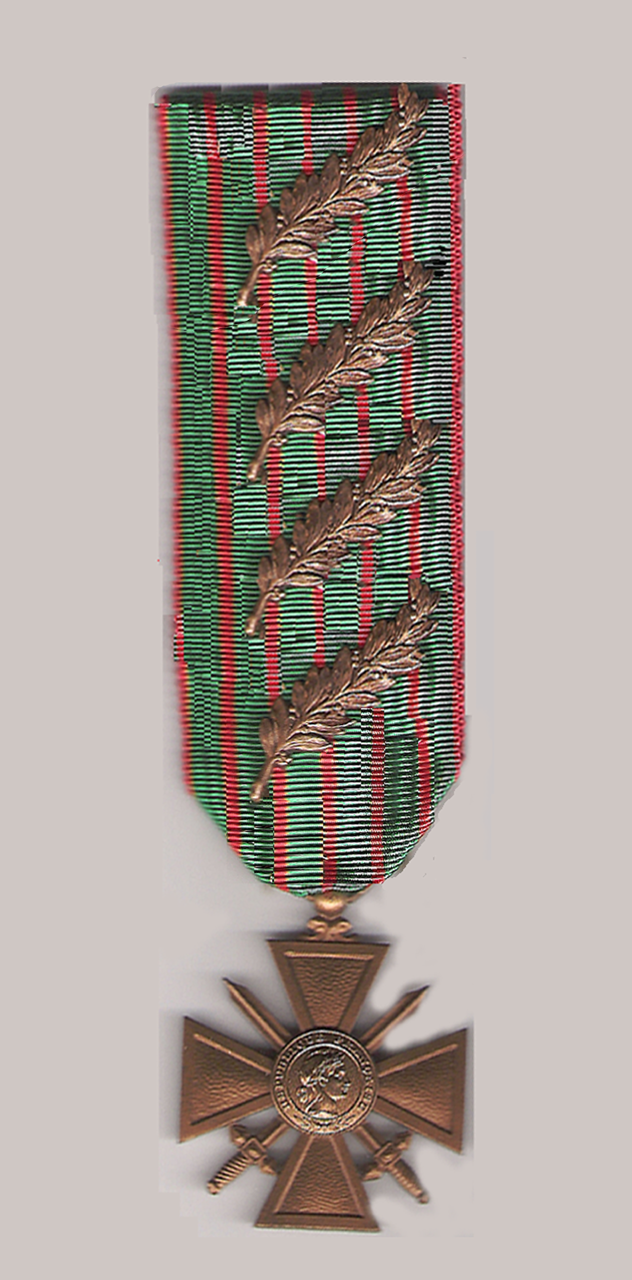
Croix de guerre avec 4 palmes

## Insigne
L'insigne du régiment est un ovale bleu barré d'une hirondelle en semi-piqué. Auparavant, l'ovale était traversé de haut en bas par une dague, avec la mention Hirondelles de la mort.
La deuxième compagnie de combat du 170e RI avait son propre insigne.

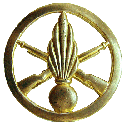
Insigne de béret d'infanterie.
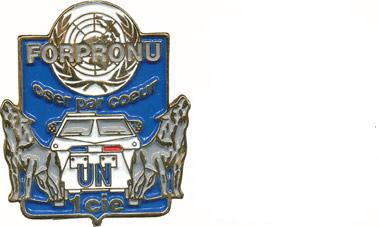
insigne de la 1re compagnie (FORPRONU), Oser par cœur, du 170e régiment d'infanterie.
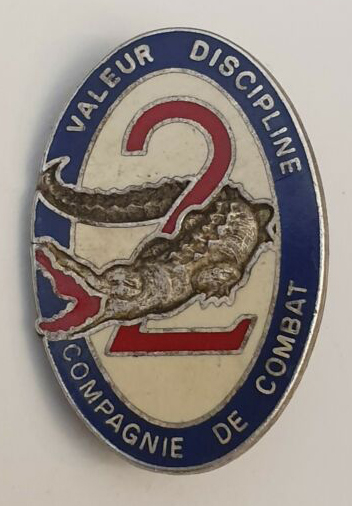
2e Compagnie de Combat du 170e RI.

## Chant du régiment

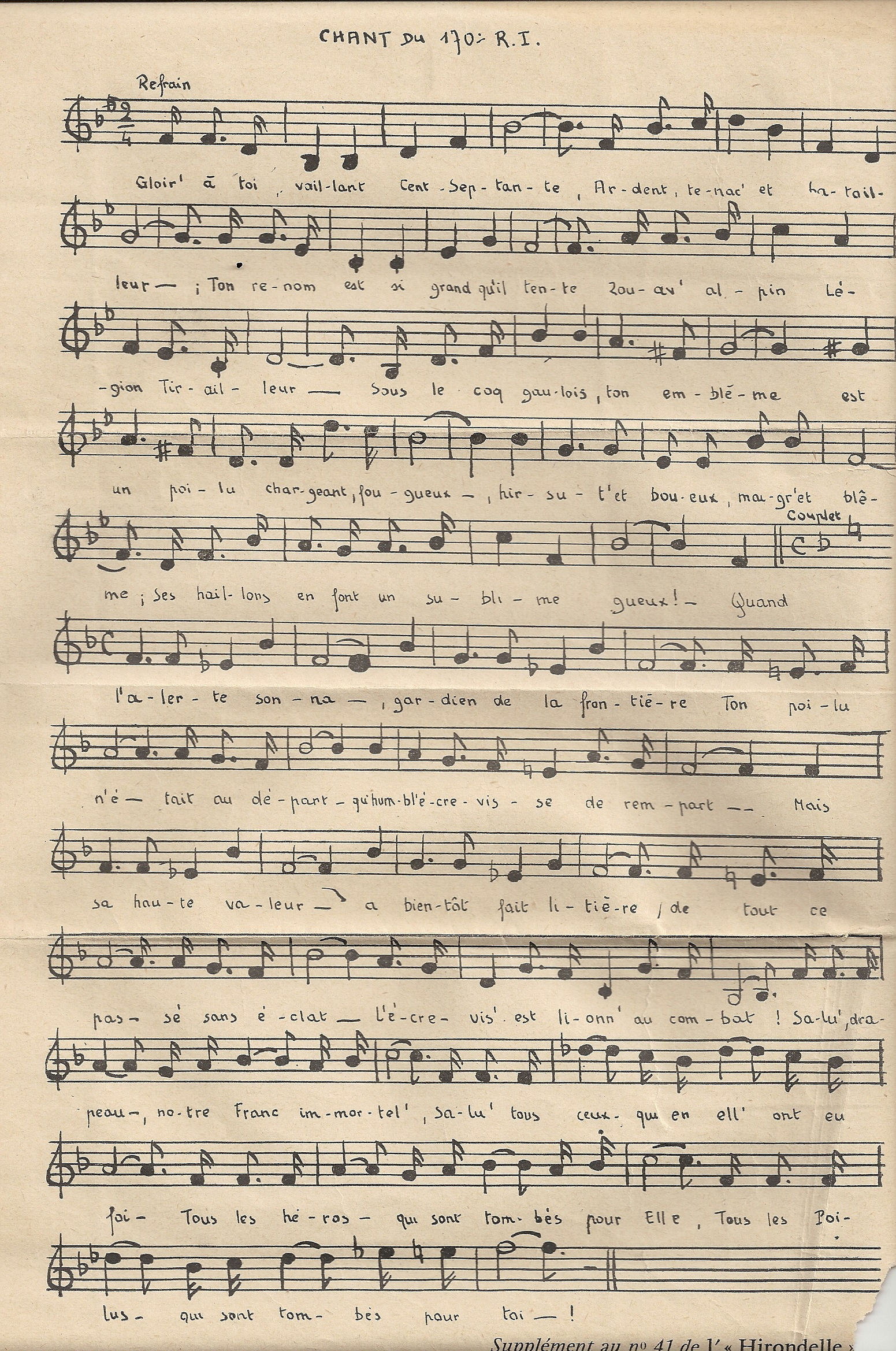
Gloire à toi vaillant Cent-Septante

### Chant du Cent-septante
Refrain
Gloire à toi vaillant Cent-Septante,
Ardent, tenace et batailleur ;
Ton renom est si grand qu’il tente
Zouave, alpin, légion, tirailleur !
Sous le coq gaulois, ton emblème
Est un poilu chargeant, fougueux,
Hirsute et boueux, maigre et blême ;
Ses haillons en font un sublime gueux.
1er couplet
Quand l’alerte sonna, gardien de la frontière
Ton poilu n’était au départ
Qu’humble « écrevisse de rempart » ;
Mais sa haute valeur a bientôt fait litière
De tout ce passé sans éclat.
L’Écrevisse est lionne au combat !
Salue, drapeau, notre France immortelle !
Salue tous ceux qui en elle ont eu foi,
Tous les héros qui sont tombés pour elle,
Tous les poilus qui sont tombés pour toi !
Couplet « non homologué » du capitaine Richard (commandant le 3e escadron 1977/1979)
Quant à l’ère moderne, tu fus motorisé
Ton soldat devint sans retard
Fantassin de haute lignée.
En toutes circonstances efficace et sans fard
Du camion, de l’hélicoptère
Tu descends forcer l’admiration ;
D’une puissance nouvelle tu es fier
Et te séduit la mécanisation
Tu entreprends aussitôt la conquête
De la plus superbe réputation.
En 1967, 68 chaque section de combat à sa propre chanson, celle de la 2e section de la 1re cie est une chanson à boire : "Fanchon"
En 1984, le chant « non homologué » de la 2e compagnie de combat du 170e RI était :
Dans la brume et le vent, branle-bas de combat.
Bien entrainé et gueule de guerrier;
Fusils d'assaut grenade au côté.
Cette fois c'est du vrai car les engins démarrent
Salut les filles direction la bagarre.

### Musique
En 1967, 1968 la musique du rgt est : "Salut au 85e"

## Personnalités ayant servi au régiment
- Jean-Baptiste Jeanin alors capitaine
- Maurice Bedel[2]
- Eugene Jacques Bullard
- Michel Goya
- François Bousgarbiès (1886-1980), poète
- Pierre Marchand (1893-1971), général, Compagnon de la Libération
- Patrice Vuillard, alors lieutenant

### Sources et bibliographie
- À partir du Recueil d'historiques de l'infanterie française (Général Andolenko - Eurimprim 1969).
- l'Hirondelle journal de l'association des anciens (engagés et appelés) du 170 RI
- Déclaration à la préfecture des Vosges. Ancien titre : Amicale régionale de Lorraine des anciens des 170e ET 174e RI. Nouveau titre : Amicale des anciens du 170e régiment d'infanterie. Nouvel objet : donner l’occasion à ceux qui ont servi au 170e RI de se retrouver pour maintenir les liens de camaraderie noués pendant leur service et de garder vivants les hauts faits du 170e RI, elle s’attache à conserver des liens avec le 1er régiment de tirailleurs d’Épinal à qui le 170e RI a donné naissance en 1994 par changement de numéro. Siège social : 7, rue Lormont, 88000 Épinal. Date de la déclaration : 16 mai 2008.